# Schwarzenbruch
Koordinaten: 49° 44′ 7″ N, 7° 7′ 58″ O
Das Naturschutzgebiet Schwarzenbruch liegt im Landkreis Birkenfeld in Rheinland-Pfalz. Das etwa 110 ha große Gebiet, das im Jahr 1987 unter Naturschutz gestellt wurde, erstreckt sich nördlich von Hüttgeswasen, einem Wohnplatz in der Gemeinde Allenbach. Am nördlichen Rand des Gebietes verläuft die B 422 und am westlichen Rand die B 269. Durch das Gebiet hindurch fließt der Idarbach. Schutzzweck ist die Erhaltung des Erlen-Birkenbruches mit seinen Moorflächen und Feuchtwiesen, insbesondere als Lebensraum bestandsbedrohter Pflanzenarten sowie Pflanzengesellschaften.